# Anomala coxalis
Anomala coxalis es una especie de escarabajo del género Anomala, familia Scarabaeidae. Fue descrita científicamente por Bates en 1891.
Esta especie se encuentra en varios países del continente asiático. 